# گرز طلایی
گرز طلایی (نام علمی: Orontium) نام یک سرده از تیره گل‌شیپوریان است.

## نگارخانه

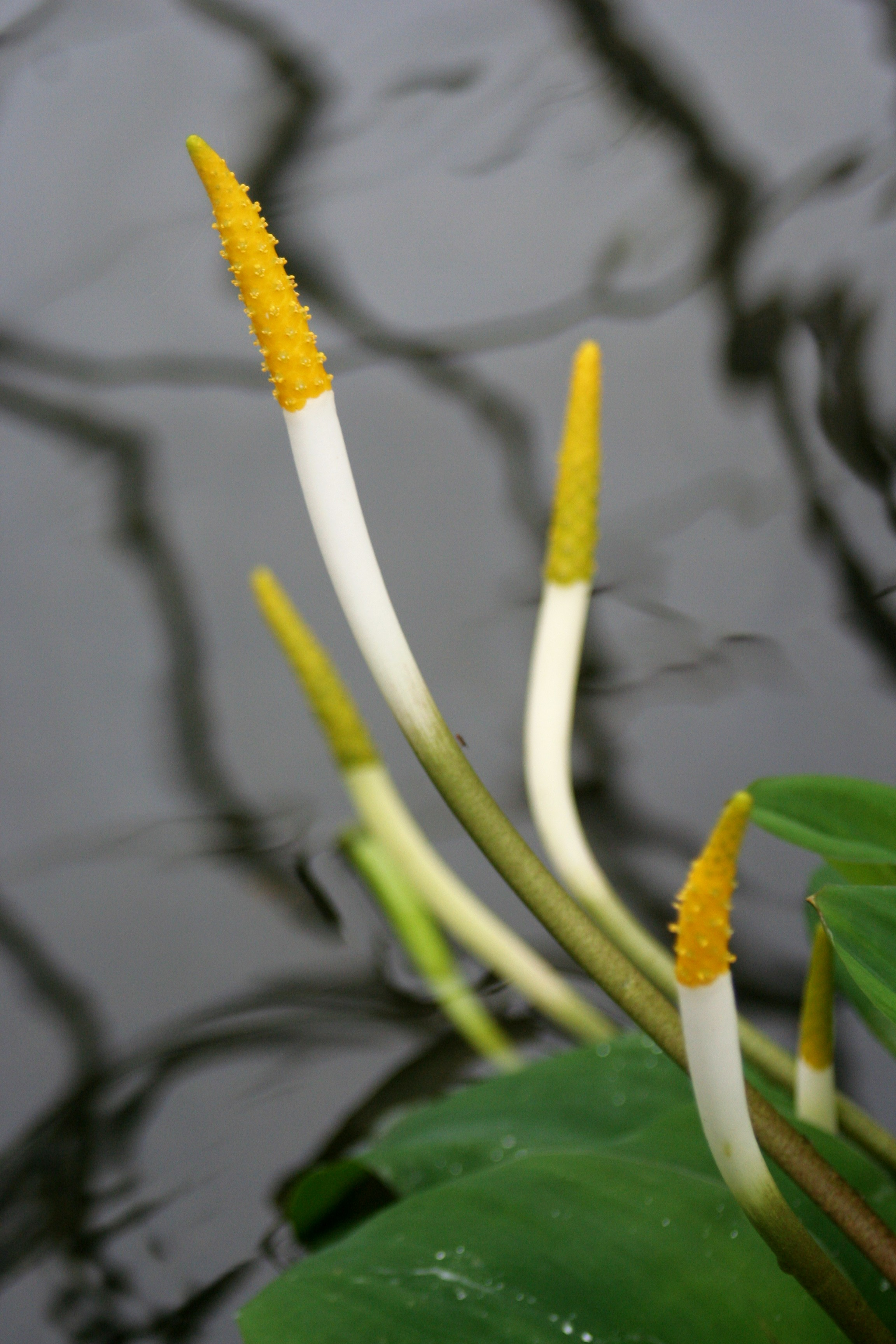
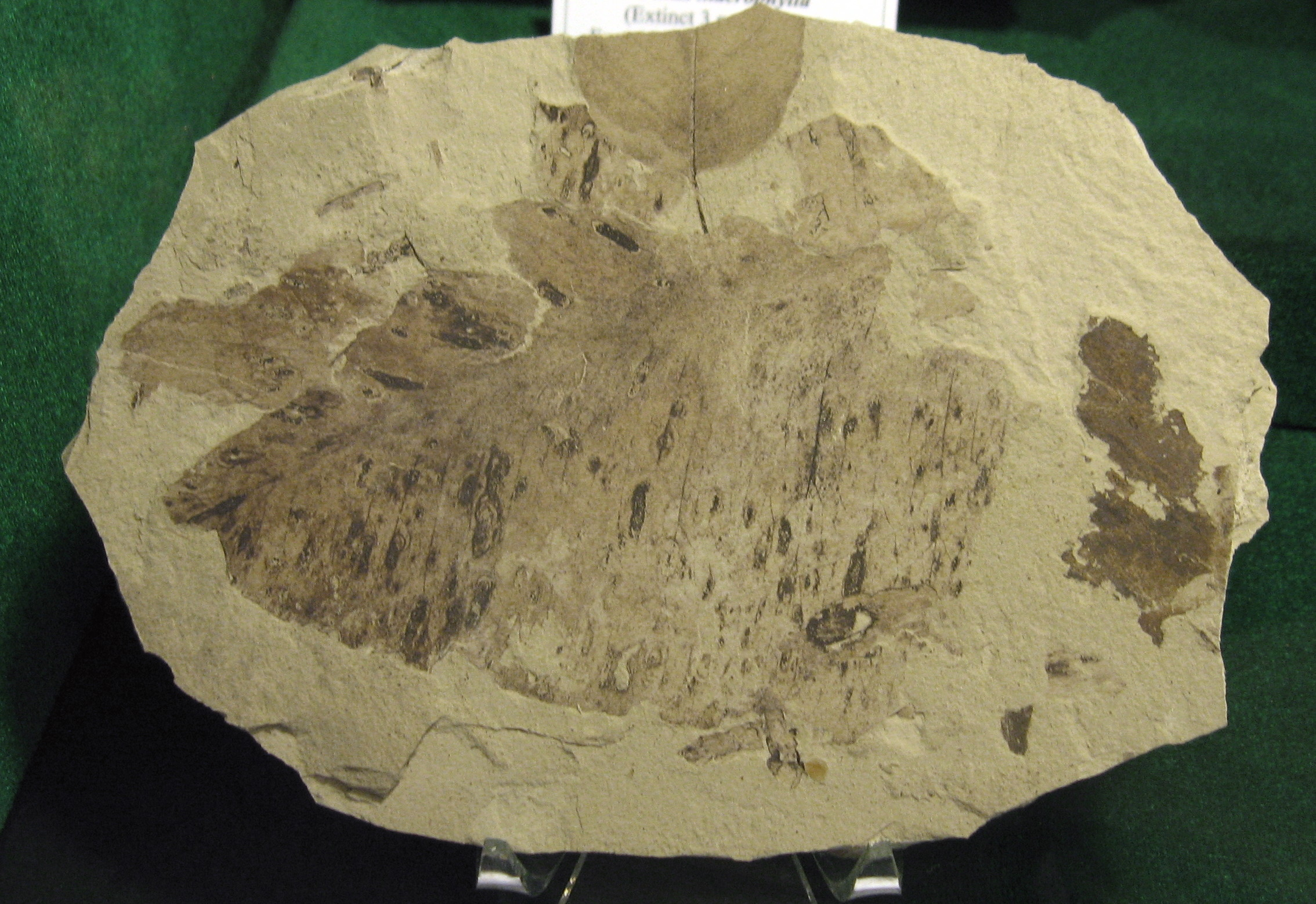